# Caenonetria
Caenonetria perdita es una especie de araña araneomorfa de la familia Linyphiidae. Es el único miembro del género monotípico Caenonetria.

## Distribución
Es un endemismo de Borneo. 